# De Havilland DH.98 Mosquito
El De Havilland DH.98 Mosquito fue un avión militar polivalente británico utilizado durante la Segunda Guerra Mundial. Fue conocido de forma coloquial como «Mossie» entre sus tripulantes, y también fue apodado «la maravilla de madera» (Wooden Wonder). Estuvo en servicio con la Real Fuerza Aérea británica (RAF) y muchas otras fuerzas aéreas en el teatro de operaciones europeo, en el Pacífico y el Mediterráneo, así como en el periodo de posguerra.
Originalmente concebido como un bombardero rápido sin armamento defensivo, el Mosquito fue adaptado a muchas otras funciones durante la guerra, incluyendo: bombardero táctico diurno a baja y media altitud, bombardero nocturno a gran altitud, señalizador de blancos (pathfinder), caza diurno y nocturno, cazabombardero, avión de ataque marítimo y avión de fotorreconocimiento. No obstante, también fue utilizado por la British Overseas Airways Corporation (BOAC) como transporte.
Cuando el Mosquito entró en producción en 1941, era uno de los aviones operacionales más veloces del mundo. Entrando en servicio a gran escala en 1942, el Mosquito apoyó las fuerzas estratégicas de defensa de cazas nocturnos de la RAF en el Reino Unido contra las incursiones de la Luftwaffe alemana, principalmente defendiendo de la ofensiva aérea alemana Operación Steinbock en 1944. Ofensivamente, las unidades de aviones Mosquito llevaron a cabo patrullas de caza nocturna protegiendo directa e indirectamente a los bombarderos pesados del Mando de Bombardeo de la RAF, para ayudar a reducir las pérdidas de bombarderos en 1944 y 1945. Como bombardero participó en «incursiones especiales» para realizar ataques de precisión sobre campos de prisioneros de guerra y bases de la Gestapo y fuerzas de seguridad e inteligencia alemanas, así como ataques tácticos de apoyo al Ejército Británico en la Campaña de Normandía. Algunos Mosquito también entraron en acción con el Mando Costero de la RAF durante la Batalla del Atlántico, atacando concentraciones de submarinos U-Boot y buques de transporte de la Kriegsmarine, especialmente en la ofensiva en el Golfo de Vizcaya en 1943, en la que fueron dañados o hundidos un número considerable de U-Boots.

## Diseño y desarrollo

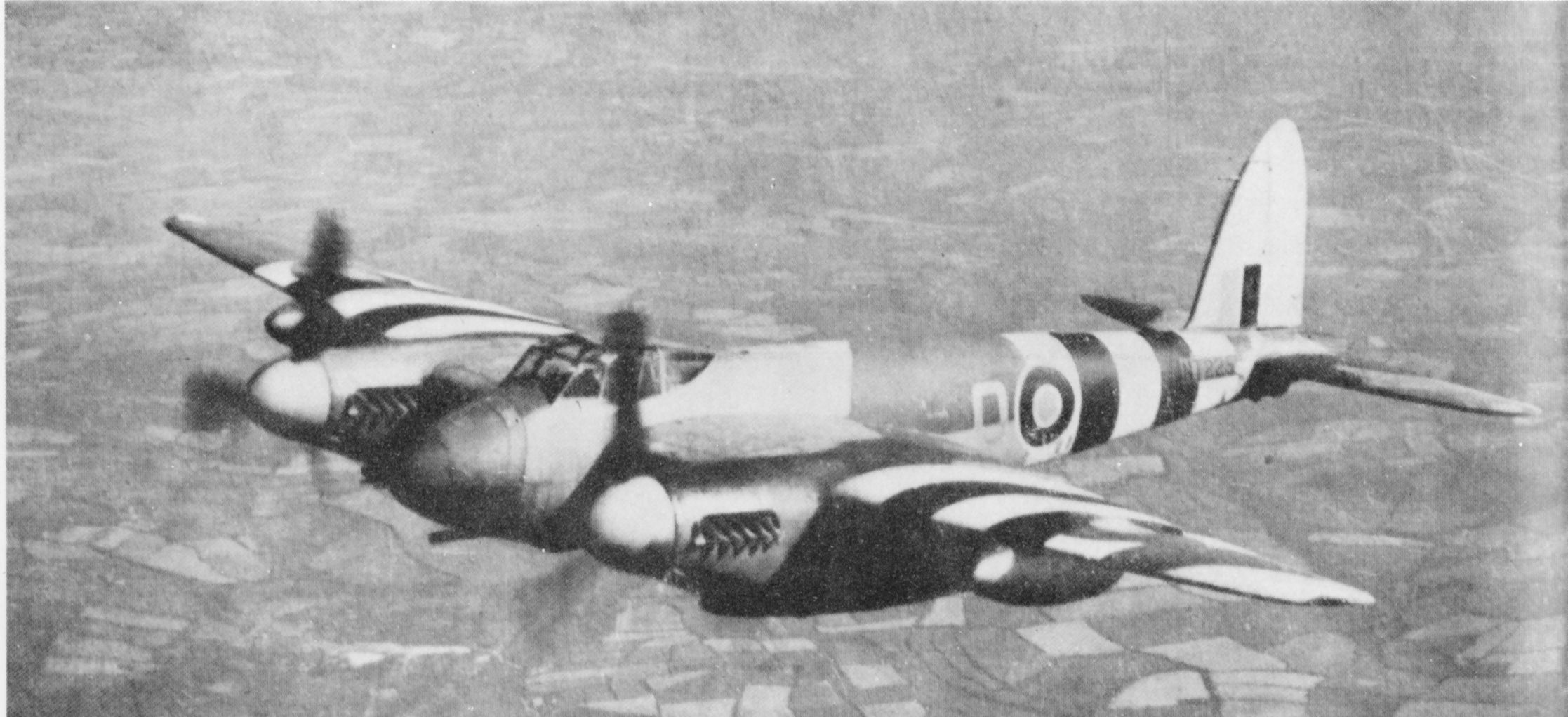
De Havilland DH.98 XVIII de la Real Fuerza Aérea británica con las bandas de invasión.

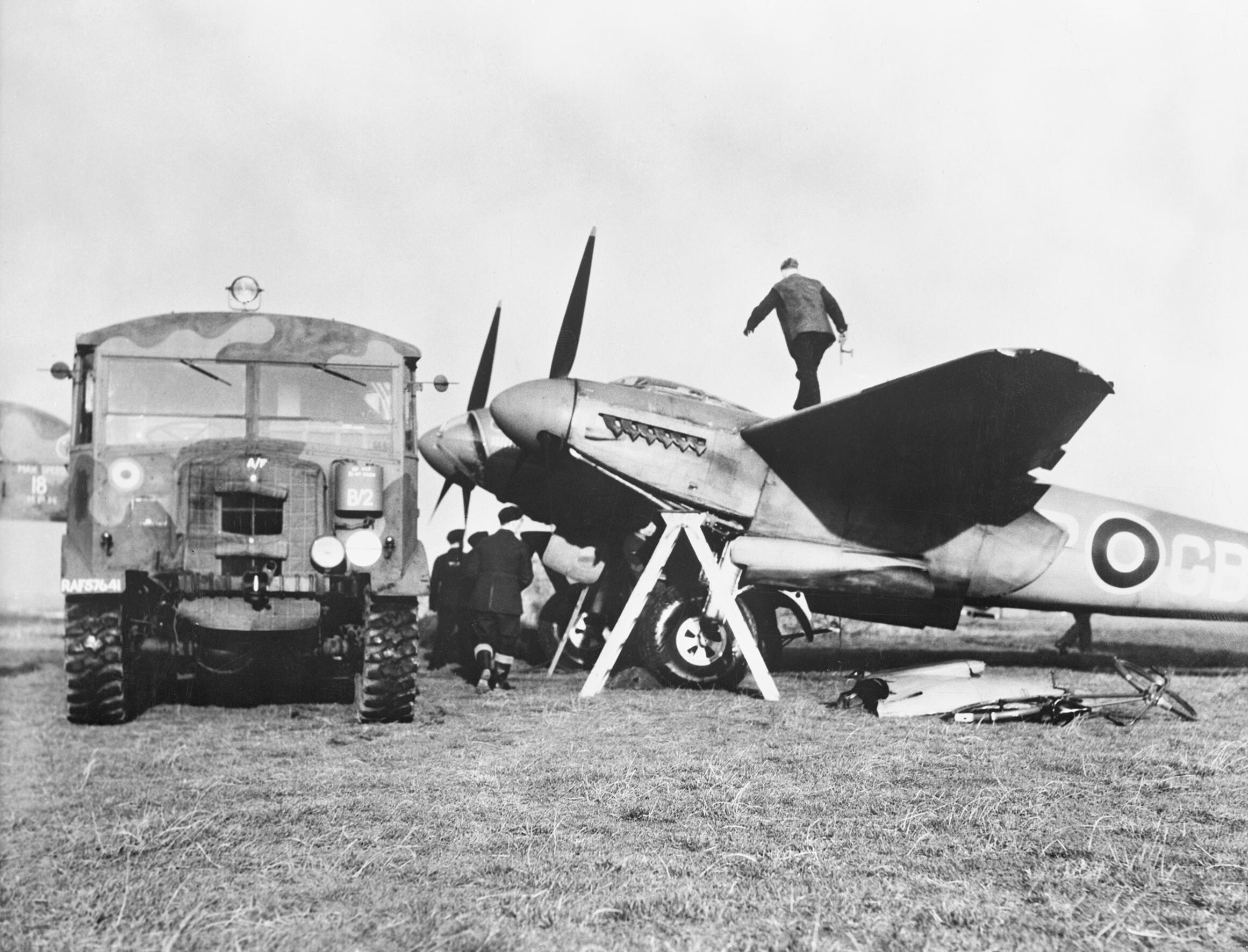
De Havilland Mosquito B Mark IV, DK336, del 105º Escuadrón de la RAF siendo preparado en el aeródromo de Marham, Norfolk, para la Operación Oyster, el ataque diurno a las instalaciones de Philips en Eindhoven, Holanda, en 1942.

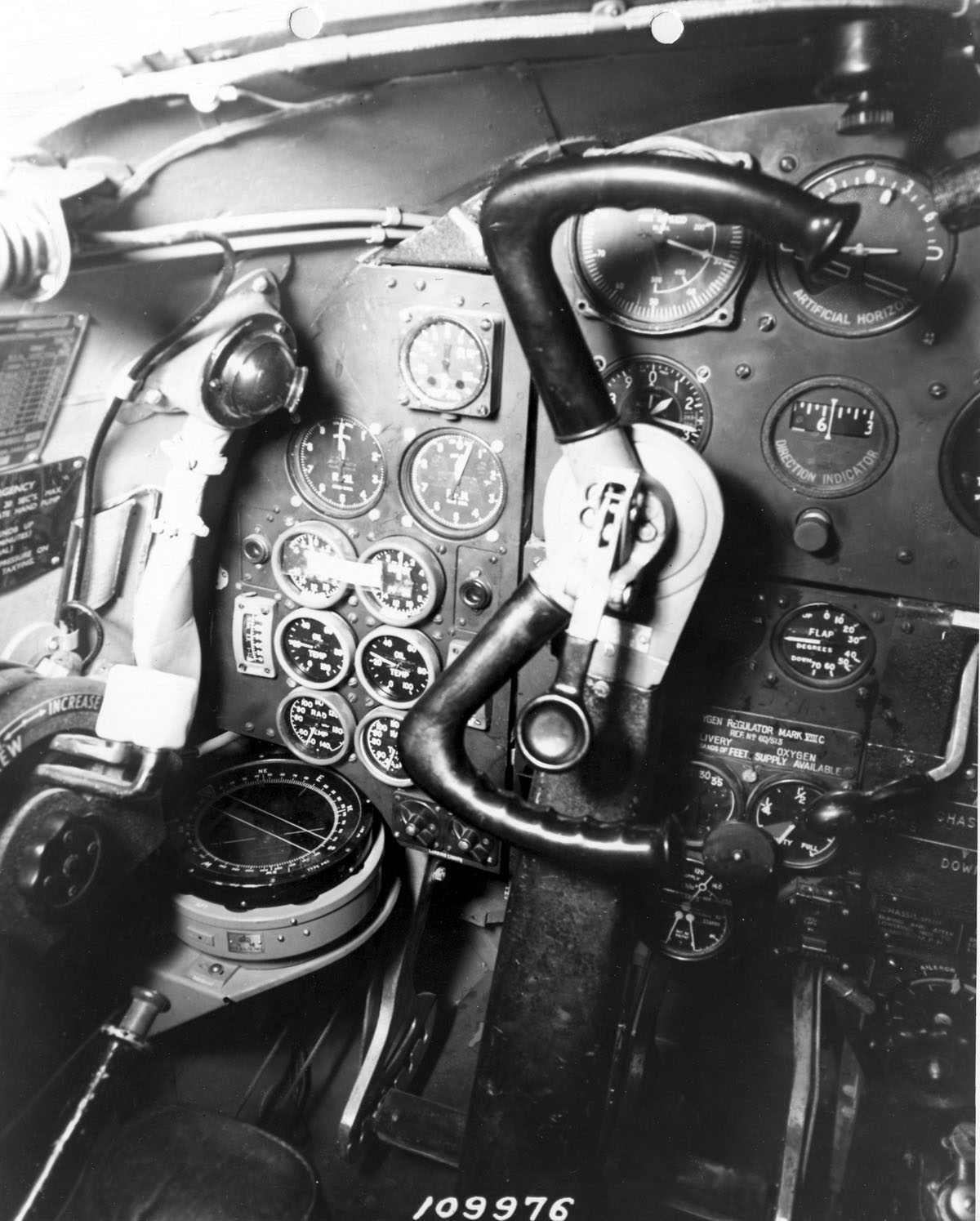
Interior de la cabina de un Mosquito.

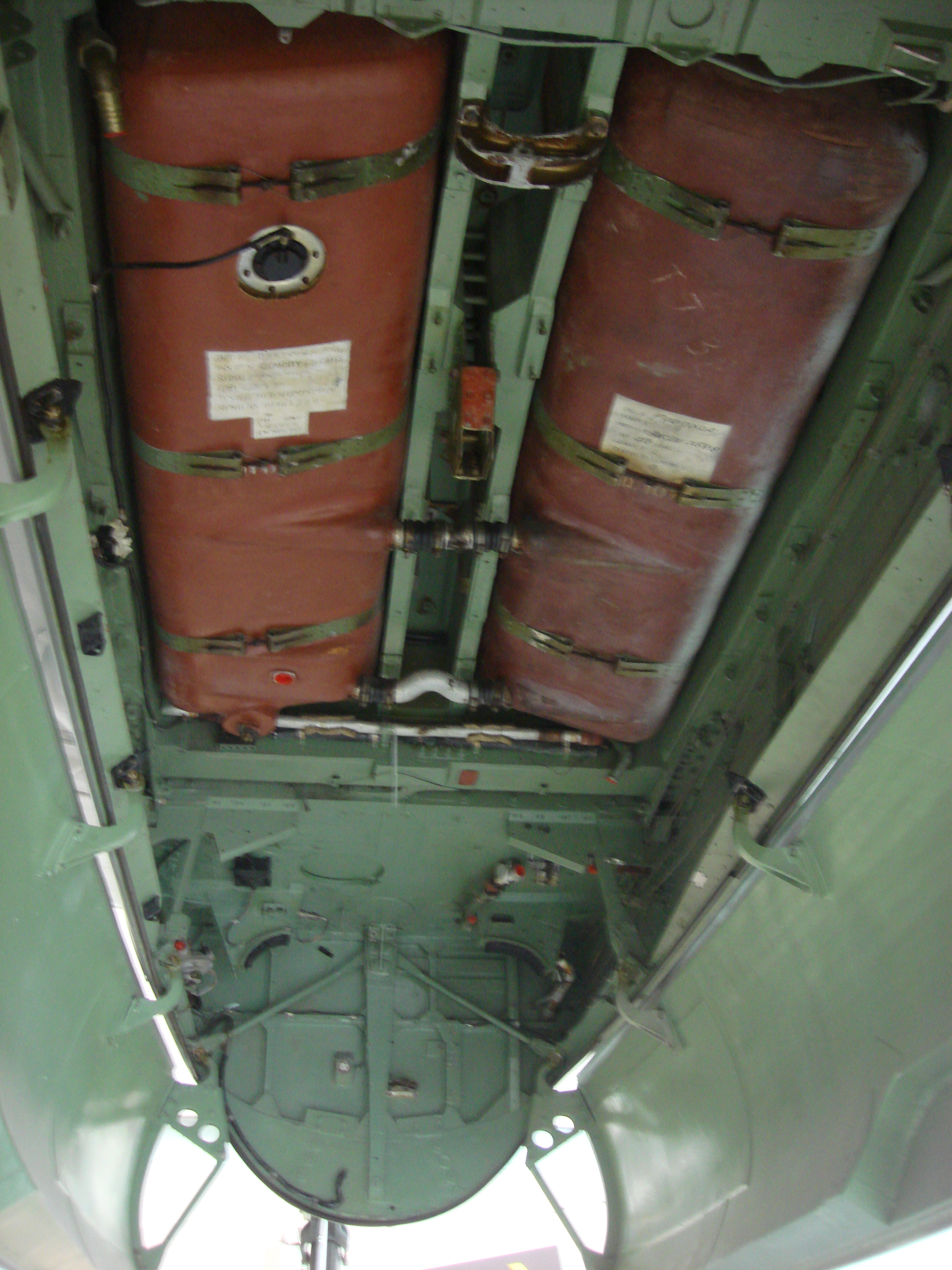
Bodega de bombas de un Mosquito.

Durante el otoño de 1938, el ingeniero y aviador Geoffrey de Havilland desarrolla por cuenta propia un bombardero al que denomina De Havilland DH.98 Mosquito: su idea consistía en diseñar un bombardero de madera, ligero, rápido, de gran altitud y que a la vez no consumiese recursos tan escasos como el acero y el aluminio, que estaban destinados a la producción de otras armas como tanques, barcos y aviones. Dicho bombardero estaría equipado con 3 torretas y una tripulación de 6 hombres. La idea es rechazada ese mismo año, puesto que un bombardero de madera sería muy frágil como para resistir un ataque de cazas alemanes.
En 1939, y con el inicio de la Segunda Guerra Mundial, De Havilland decide dar otro enfoque al bombardero de madera: esta vez estaría desprovisto de torretas y sólo contaría con una tripulación de 2 hombres (especificaciones estándar para los Mosquito posteriores); De Havilland convence a la Real Fuerza Aérea británica de que el nuevo Mosquito no requerirá de armamento defensivo, puesto que volaría a tal velocidad y a cota tan alta que dicho armamento resultaría innecesario; este nuevo enfoque logra convencer a la RAF, que solicita el 1 de marzo de 1940 el desarrollo y la construcción de 50 aviones con la designación de DH.98 Mk.II. Lamentablemente, después de Dunkerque, se siguió la política de concentrar los esfuerzos en los aviones estándar que estaban ya en producción, y el nuevo bombardero de De Havilland quedó temporalmente relegado.
Posteriormente, el programa es retomado, pero debido al escepticismo sobre la construcción de un bombardero de madera, esta vez se limitó al desarrollo de un avión de fotorreconocimiento, que recibe la nueva designación de Mosquito PR Mk.I. Finalmente, el 25 de noviembre de 1940, el primer prototipo del Mosquito PR.MK I vuela por primera vez. Tras las pruebas no quedaron dudas acerca de que el nuevo bombardero era capaz de constituir la base para el desarrollo de un avión que superara fácilmente las prestaciones especificadas. Poco después, el avión es exhibido a los militares y funcionarios gubernamentales, que quedan gratamente sorprendidos al ver que el bombardero Mosquito era tan veloz y maniobrable como los cazas en servicio, llegando a superar los 630 km/h.
El 19 de febrero de 1941 tuvieron lugar las pruebas oficiales, que llevaron a que hacia julio de ese mismo año se iniciase la producción con carácter prioritario. La primera misión para los Mosquito tuvo lugar el 20 de septiembre de 1941, que consistió en fotografiar puestos enemigos sobre Burdeos y la base de submarinos de La Pallice, situada en La Rochelle (Francia). En esta misión se logra confirmar que la idea de combinar una gran velocidad con la ausencia de armamento era correcta, puesto que durante la primera misión, un Mosquito PR Mk.I fue capaz de evitar por sí mismo a tres Bf 109 que intentaron interceptarlo a una altura de unos 7000 m.
La versión que entró en servicio a continuación fue la de bombardeo, con la designación DH.98 B Mk.IV. Las entregas al 2º Grupo de la RAF comenzaron en noviembre de 1941: en un principio, fueron a manos del 105th Squadron, que a la sazón tenía su base en Swanton Morley, Norfolk. Los meses de invierno los pasaron las tripulaciones familiarizándose con el avión, pues este era muy diferente al Blenheim, al que venía a sustituir. Este escuadrón pionero no sólo tenía que aprender a dominar un aparato mucho más rápido y más maniobrable, sino también a sacar el máximo partido de sus posibilidades. Por entonces, las tripulaciones que debían utilizarlo abrigaban seguramente ciertas dudas acerca de la capacidad de un bombardero «de contrachapado» para resistir las defensas enemigas.
Pero pronto descubrieron que era un avión enormemente resistente; no estaba construido únicamente en contrachapado, pero la fuerza y flexibilidad de este material habían sido plenamente explotadas. El ala cantilever, de implantación media, era de una sola pieza, y el contrachapado se había utilizado para el alma de los largueros y para todos los revestimientos. Similar era la estructura de la cola, pero el fuselaje era completamente diferente: tenía una estructura «en sándwich» de contrachapado-madera de balsa-contrachapado sobre formadores de abeto, y había sido construido en dos mitades, equipadas antes de unirse con sistemas de control, conductos y cables. El tren de aterrizaje retráctil con rueda de cola era insólito, porque la amortiguación prescindía de los montantes oleoneumáticos, de costosa fabricación, y utilizaba la compresión del caucho. Todas las versiones tenían capacidad para dos tripulantes sentados lado a lado.
Como se observó ya más arriba, el primero de los tres prototipos del Mosquito fue una versión de reconocimiento fotográfico, y el último estaba destinado al bombardeo. El segundo, que voló el 15 de mayo de 1941, estaba equipado como caza nocturno; en un comienzo llevaba el radar AI Mk IV, así como cuatro cañones de 20 mm y cuatro ametralladoras de 7,7 mm en el morro. Denominado Mosquito NF Mk.II, el modelo entró en servicio en primer lugar con el 157.º Escuadrón, que realizó su primera salida operativa durante la noche del 27 al 28 de abril de 1942. Muy poco después, el Mk II equipó al 23.º Escuadrón, que fue la primera unidad que lo utilizó en el teatro del Mediterráneo, pues tuvo su base en Luqa, Malta, a partir de diciembre de 1942. Los Mk.II no sólo fueron utilizados como cazas nocturnos, sino también en misiones diurnas y nocturnas de intrusión; su primera salida como avión de intrusión nocturna tuvo lugar el 30-31 de diciembre de 1942.
Entre 1943 y el final de la guerra, los Mosquito fueron utilizados como avión del transporte en una ruta regular sobre el Mar del Norte, entre Leuchars en Escocia y Estocolmo. Otros aviones también fueron utilizados, pero siendo más lentos podían volar solamente esta ruta por la noche o con mal tiempo, para evitar el riesgo de ser derribados. Durante las largas horas de luz del día del verano, el Mosquito era la única alternativa segura.
Como Suecia era neutral, los aviones llevaban distintivos civiles y tripulaciones que nominalmente eran «empleados civiles» de BOAC. Transportaban pequeñas cargas de alto valor, tales como rodamientos de bolas de precisión y máquinas herramientas. De vez en cuando, transportaban a pasajeros importantes en una cabina improvisada en el compartimento de bombas. Un pasajero notable fue el físico Niels Bohr, que fue evacuado de Estocolmo en 1943 en un DH.98 desarmado enviado por la RAF. El vuelo casi terminó en tragedia, cuando Bohr no se puso su equipo de oxígeno como se le había indicado. Habría muerto de no ser por el piloto, que conjeturando por el silencio de Bohr en el intercomunicador que había perdido el sentido, descendió a una altitud más baja para el resto del vuelo. El comentario de Bohr fue que había dormido como un bebé durante todo el vuelo.
Resta hablar aún del DH.98 T Mk.III, un entrenador doble mando utilizado para conversión de tripulaciones, del que se construyeron 343 ejemplares.
La historia del despliegue operativo del DH.98 es demasiado extensa para ser desarrollada aquí; sin embargo, la lista de variantes que sigue dará una idea de la amplitud del papel que desempeñó durante la Segunda Guerra Mundial. No sólo fue construido en Gran Bretaña, sino también en las fábricas de De Havilland en Australia y Canadá; cuando la producción llegó a su término, se habían fabricado 7781 ejemplares.

## Historia operacional

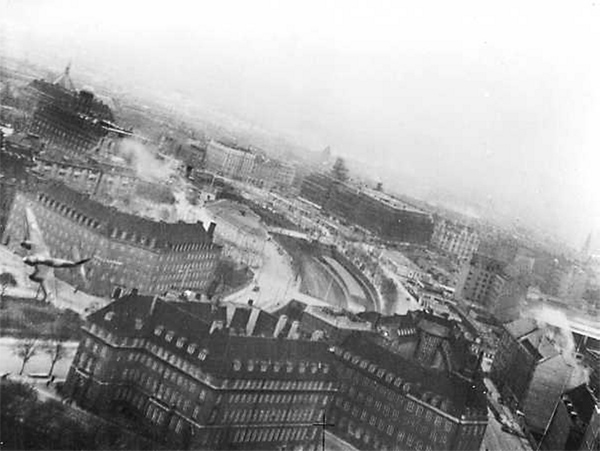
Bombardeo del edificio danés Shellhuset en marzo de 1945. El avión se puede ver a la izquierda de la imagen, volando a baja altura y alta velocidad, a nivel de los tejados.

### Producción

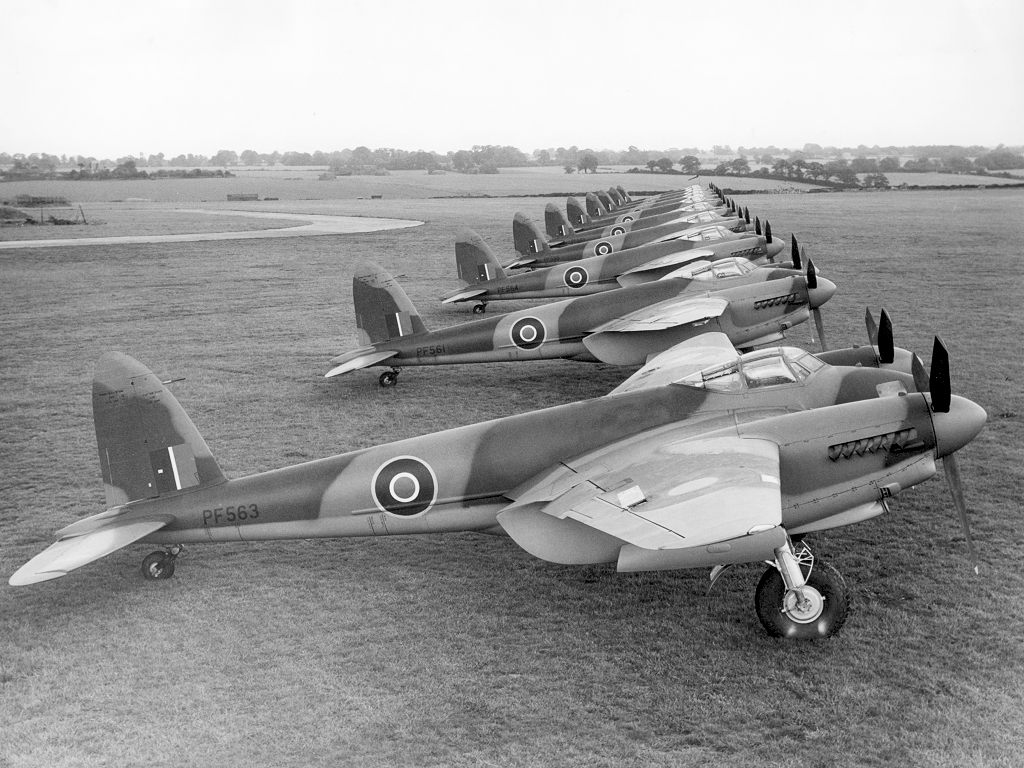
Aviones DH.98 B.XVI de la RAF recién salidos de fábrica.

| Fabricante y lugar                    | Número de aviones construidos |
| ------------------------------------- | ----------------------------- |
| De Havilland Hatfield, Hertfordshire  | 3326                          |
| De Havilland Leavesden, Hertfordshire | 1476                          |
| Standard Motor Company, Coventry      | 1066                          |
| Percival Aircraft Company, Luton      | 245                           |
| Airspeed Aircraft, Portsmouth         | 122                           |
| De Havilland Hawarden, Chester        | 96                            |
| De Havilland Canada, Toronto          | 1076                          |
| De Havilland Australia, Sídney        | 212                           |

## Variantes

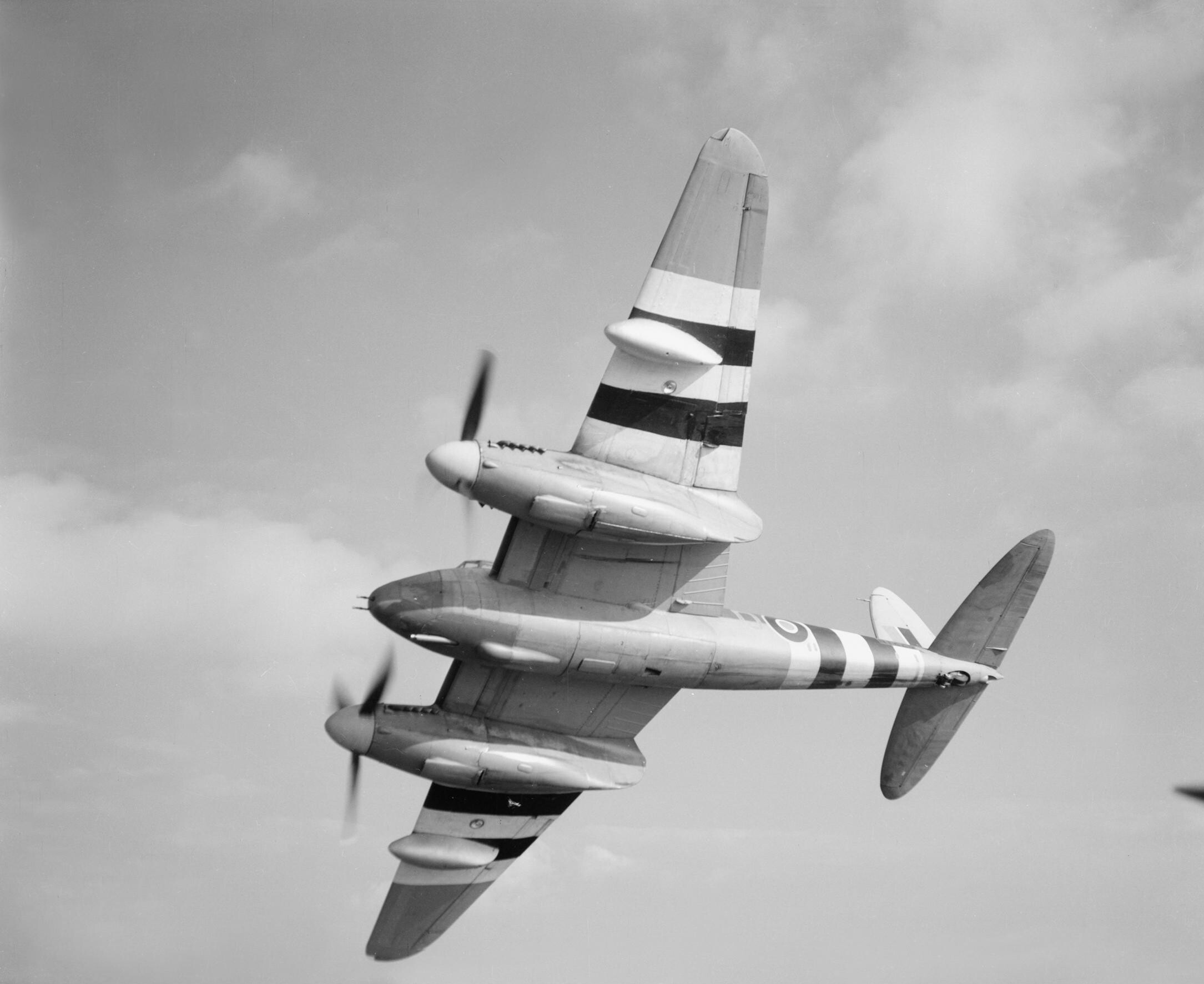
DH.98 FB Mark XVIII, NT225 O, del 248.º Escuadrón de la RAF, equipado con un cañón Molins de 57 mm en la parte inferior del morro. Esta versión a veces es conocida como "Tsetse".

### Prototipos
En 1938, Geoffrey de Havilland decide proponer a la Real Fuerza Aérea británica el desarrollo de un avión de madera con la finalidad de crear un bombardero ligero, rápido, de gran altitud y que a la vez no gastara recursos tan escasos como el acero y el aluminio, que hasta ese momento era desviado para la construcción de otras armas como tanques, barcos y aviones.
DH.98 Mk.I
Fue el primer modelo del Mosquito presentado por De Havilland, consistía en un bombardero ligero hecho de madera, equipado con 3 torretas y una tripulación de 6 personas, pero el proyecto es rechazado casi de inmediato.
DH.98 Mk.II
Fue el segundo modelo del Mosquito, desarrollado en 1939, después del inicio de la Segunda Guerra Mundial; a diferencia del Mk.I, este no llevaría torretas y sólo contaría con una tripulación de 2 hombres; la idea agrada a la RAF, que solicita la construcción del primer prototipo. Aunque nunca entra en producción, se convierte en el precursor del Mosquito PR Mk.I.

### Modelos de fotorreconocimiento (PR:Photo-Reconnaissance)

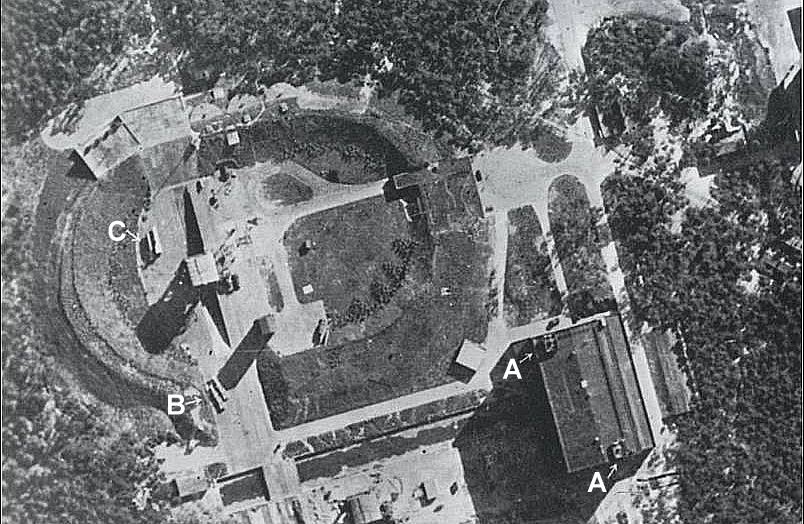
Una imagen de fotorreconocimiento de 1943 del Centro de Investigación del Ejército Alemán de Peenemünde tomada por un Mosquito. Los cohetes V2 están etiquetados con 'B' y 'C'.

Con el inicio de la Segunda Guerra Mundial en 1939, la RAF solicitó a De Havilland que se continuase con el desarrollo del DH.98. De Havilland desarrolla y construye el DH.98 Mk.II, pero debido al escepticismo sobre la construcción de un bombardero de madera, este se limitó al desarrollo de un avión de fotorreconocimiento, que recibe la nueva designación DH.98 PR Mk.I.
El primer vuelo del DH.98 PR Mk.I se efectuó el 25 de noviembre de 1940. Después de las primeras pruebas, la RAF y todos los altos estamentos quedaron gratamente sorprendidos, al ver que el bombardero era tan veloz y maniobrable como los cazas en servicio. Esto lleva a que hacia julio de 1941 comience la producción en serie con carácter prioritario.
DH.98 PR.Mk I
Fue la primera variante de la serie PR. Su primera misión sería el 20 de septiembre de 1941, que consistió en fotografiar puestos enemigos sobre Burdeos y La Pallice (Francia).
DH.98 PR.Mk VIII
Avión de reconocimiento, propulsado por dos motores Rolls-Royce Merlin 31.
Mosquito PR.Mk 32
Avión de reconocimiento de largo alcance, propulsado por dos motores Rolls-Royce Merlin 32 de 1960 hp.
DH.98 PR.Mk 34
Avión de reconocimiento de muy largo alcance, este avión fue una adaptación de un bombardero Mosquito para llevar depósitos de combustible adicionales en el compartimiento de bombas.

### Bombarderos (B:Bomber)

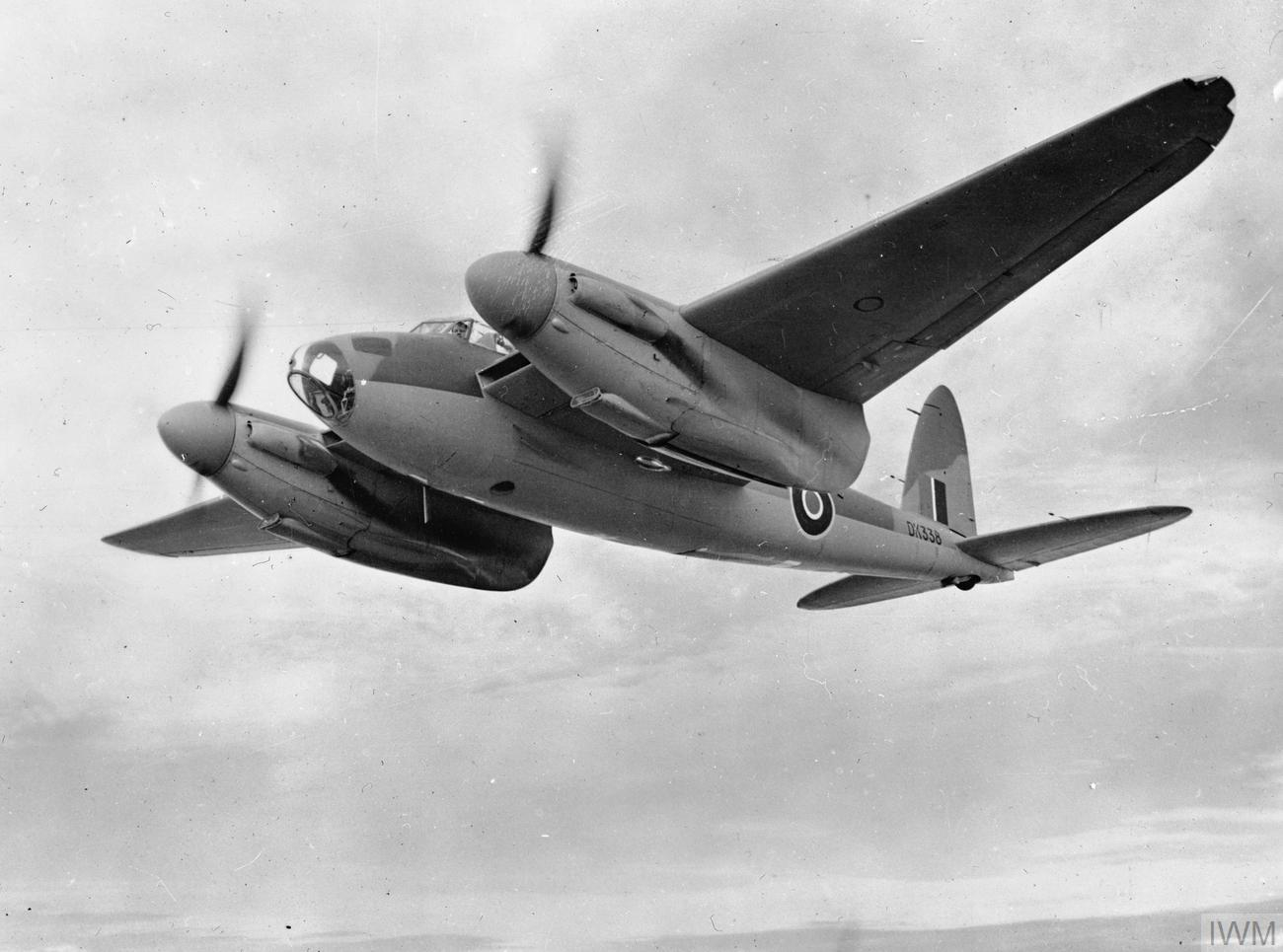
Mosquito B Mark IV Serie 2, matrícula DK338, volando en torno al año 1942.

El 21 de junio de 1941, el Ministerio del Aire ordenó que los últimos 10 Mosquito, encargados como aviones de reconocimiento fotográfico, se convirtieran en bombarderos. Estos 10 aviones formaban parte del pedido de producción original del 1 de marzo de 1940 y se convirtieron en los B Mk.IV Series 1. El W4052 iba a ser el prototipo y voló por primera vez el 8 de septiembre de 1941.
El prototipo de bombardero condujo al B Mk.IV, del que se construyeron 273 ejemplares: aparte de los 10 de la Series 1, todos los demás se construyeron como Series 2 con góndolas extendidas, colectores de escape revisados, con apagallamas integrados y planos de cola más grandes. Los bombarderos de la Series 2 también se diferenciaban de la Series 1 en tener una carga útil aumentada de cuatro bombas de 230 kg, en lugar de las cuatro bombas de 110 kg de la Series 1. Esto fue posible "cortando" o acortando la cola de la bomba de 230 kg para que estas cuatro armas más pesadas pudieran transportarse (o una carga total de 920 kg). El B Mk.IV entró en servicio en mayo de 1942 con el Escuadrón 105.
En abril de 1943 se decidió convertir un B Mk.IV para que pudiera llevar una bomba Blockbuster de 1800 kg (apodada Cookie). La conversión, que incluyó modificaciones en la suspensión del compartimento de bombas, puertas y carenados abultados, fue relativamente sencilla y 54 B.IV se modificaron y distribuyeron a escuadrones de la Fuerza Ligera de Ataque Nocturno. Posteriormente, 27 B Mk.IV fueron convertidos para realizar operaciones especiales con el arma antibuque Highball, y fueron utilizados por el Escuadrón 618, formado en abril de 1943 específicamente para utilizar esta arma. Inicialmente se utilizó un B Mk.IV, el DK290, como avión de pruebas para la bomba, seguido por los DZ471, 530 y 533. El B Mk.IV tenía una velocidad máxima de 610 km/h, una velocidad de crucero de 426 km/h, un techo de 10 000 m (34 000 pies), un alcance de 3780 km y un régimen de ascenso de 12,7 m/s.
Otras variantes del Mosquito como bombardero incluían la versión de gran altitud B Mk.V con motor Merlin 21. Se realizaron pruebas con esta configuración con el W4057, que tenía alas reforzadas y dos depósitos de combustible adicionales, o alternativamente, dos bombas de 230 kg. Este diseño no se produjo en Gran Bretaña, pero formó el diseño básico del B.VII construido en Canadá. Solo el W4057 se construyó en forma de prototipo. El B Mk.VII con motor Merlin 31 fue construido por De Havilland Canada y voló por primera vez el 24 de septiembre de 1942. Sólo entró en servicio en Canadá, construyéndose 25 ejemplares. Seis fueron entregados a las Fuerzas Aéreas del Ejército de los Estados Unidos.
El B Mk.IX (54 construidos) estaba propulsado por los Merlin 72, 73, 76 o 77. La variante Merlin de dos etapas estaba basada en el PR.IX. El prototipo DK324 fue convertido a partir de un PR.VIII y voló por primera vez el 24 de marzo de 1943. En octubre de 1943 se decidió que todos los B Mk.IV y todos los B Mk.IX que estaban en servicio en ese momento se convertirían para llevar la "Cookie" de 1800 kg, y todos los B Mk.IX construidos después de esa fecha fueron diseñados para permitir que se los convirtiera para llevar el arma. El B Mk.IX tenía una velocidad máxima de 657 km/h, una velocidad de crucero económica de 475 km/h a 20 000 pies y 560 km/h a 30 000 pies, un techo de 11 000 m, un alcance de 4540 km y un régimen de ascenso de 14,5 m/s. El IX podía transportar una carga máxima de entre 910 y 1810 kg de bombas. Un Mosquito B Mk.IX ostenta el récord de más operaciones de combate realizadas por un bombardero aliado en la Segunda Guerra Mundial. El LR503, conocido como "F de Freddie" (de las letras de código de su escuadrón, GB*F), sirvió primero en el Escuadrón N.º 109 y, posteriormente, en el N.º 105 de la RAF. Realizó 213 misiones durante la guerra, hasta que se estrelló en el aeropuerto de Calgary durante la Octava Campaña de Bonos de Préstamo de la Victoria, el 10 de mayo de 1945, dos días después del Día de la Victoria en Europa, y muriendo tanto el piloto, el teniente de vuelo Maurice Briggs, DSO, DFC, DFM, como el navegante, oficial de vuelo John Baker, DFC y Bar.
El B Mk.XVI estaba propulsado por las mismas variantes que el B.IX. Todos los B Mk.XVI podían ser modificados para llevar la "Cookie" de 1800 kg. Se añadieron motores de dos etapas junto con una cabina presurizada. El DZ540 voló por primera vez el 1 de enero de 1944. El prototipo se había modificado a partir de un IV (se construyeron 402 ejemplares). La siguiente variante, la B Mk.XX, estaba propulsada por Packard Merlin 31 y 33. Era la versión canadiense del IV. En total, se construyeron 245 ejemplares. El B Mk.XVI tenía una velocidad máxima de 657 km/h, una velocidad de crucero económica de 475 km/h a 20 000 pies y 560 km/h a 30 000 pies, un techo de 11 000 m, un alcance de 2750 km y un régimen de ascenso de 14 m/s. El modelo podía transportar 1800 kg de bombas.
El B.35 estaba propulsado por Merlin 113 y 114A. Algunos fueron convertidos en TT.35 (Target Tugs, Remolcadores de Blancos) y otros fueron utilizados como PR.35 (Photo-Reconnaissance, Fotorreconocimiento). El B.35 tenía una velocidad máxima de 679 km/h, una velocidad de crucero de 444 km/h, un techo de 13 000 m (42 000 pies), un alcance de 3240 km y un régimen de ascenso de 13,7 m/s. Se entregaron un total de 174 B.35 hasta finales de 1945. Se entregaron otros 100 más a partir de 1946 para un total de 274 ejemplares, 65 de los cuales fueron construidos por Airspeed Ltd.

### Cazas (F:Fighter)
Desarrollado durante 1940, el primer prototipo del Mosquito F Mk.II se completó el 15 de mayo de 1941. Estos Mosquito estaban equipados con cuatro cañones Hispano de 20 mm en la panza del fuselaje y cuatro ametralladoras Browning de 7,7 mm montadas en el morro. En los Mk.II de producción, se accedía a las ametralladoras y a los depósitos de munición a través de dos puertas con bisagras centrales y de apertura lateral situadas en la sección superior del morro. Para armar y dar servicio a los cañones, las puertas del compartimento de bombas se reemplazaron por puertas de compartimento operadas manualmente: los F y NF Mk.II no podían llevar bombas. El modelo también estaba equipado con una cámara para armas en un compartimento por encima de las ametralladoras en el morro y estaba equipado con supresores de llama de escape para reducir el deslumbramiento de los Merlin XX.
En el verano de 1942, Gran Bretaña sufrió incursiones diurnas del bombardero de reconocimiento de gran altitud Junkers Ju 86P. Aunque el Ju 86P sólo llevaba una carga ligera de bombas, sobrevoló áreas sensibles, incluyendo Bristol, Bedfordshire y Hertfordshire. Se lanzaron bombas sobre Luton y otros lugares, y este avión en particular fue visto desde las oficinas principales de De Havilland y la fábrica en Hatfield. Un intento de interceptarlo con un Spitfire de la RAF Manston no tuvo éxito. Como resultado de la amenaza potencial, se tomó rápidamente la decisión de desarrollar un interceptor Mosquito de gran altitud, utilizando el prototipo MP469.
El MP469 entró en el taller experimental el 7 de septiembre y realizó su vuelo inicial el 14 de septiembre, pilotado por John de Havilland. El morro del bombardero se modificó utilizando un morro de caza normal, armado con cuatro ametralladoras Browning estándar de 7,7 mm. La cabina de baja presión mantuvo una estructura de cubierta de bombardero y un parabrisas de dos piezas. La rueda de control se reemplazó por una palanca de control de caza. La envergadura se incrementó hasta los 18 m. La estructura del avión se aligeró eliminando el blindaje, algunos depósitos de combustible y otros accesorios. Se instalaron ruedas principales de diámetro más pequeño después de los primeros vuelos. Con un peso cargado de 7300 kg, este HA Mk.XV era 1000 kg más ligero que un Mk.II estándar. Para esta primera conversión, los motores eran un par de Merlin 61. El 15 de septiembre, John de Havilland alcanzó una altitud de 13 000 m (43 000 pies) en esta versión. El avión fue entregado a un Destacamento de Gran Altitud que se había formado en la RAF Northolt. Sin embargo, los intrusos alemanes diurnos de gran altura ya no se vieron más. Posteriormente se reveló que sólo se habían construido cinco aviones Ju 86P y que sólo habían realizado 12 salidas. No obstante, se reconoció la necesidad general de interceptores de gran altitud, pero ahora el énfasis fue puesto en los cazas nocturnos.
En enero de 1943, el A&AEE probó la velocidad y el ascenso de la conversión del MP469 a caza nocturno para el Ministerio de Producción Aeronáutica. La envergadura se había incrementado hasta los 19 m y las Browning se habían trasladado a un carenado debajo del fuselaje. Según Birtles, se montó un radar AI en el morro y los Merlin se actualizaron al tipo Mk 76, aunque Boscombe Down informó que eran Merlin 61. Además del MP469, cuatro B Mk.IV más se convirtieron en NF Mk.XV. La Unidad de Intercepción de Cazas en RAF Ford llevó a cabo las pruebas de servicio en marzo de 1943, y luego estos cinco aviones fueron al Escuadrón 85, Hunsdon, donde volaron desde abril hasta agosto de ese año. La mayor altura alcanzada en servicio fue de 13 600 m (44 600 pies).
Aparte del F Mk.XV, todos los cazas y bombarderos Mosquito presentaban una estructura de cubierta modificada que incorporaba un parabrisas blindado plano de una sola pieza, y la puerta de entrada/salida de la tripulación se trasladó desde la parte inferior del fuselaje delantero al lado derecho del morro, justo por delante del borde de ataque del ala.

### Cazas nocturnos (NF:Night Fighter)

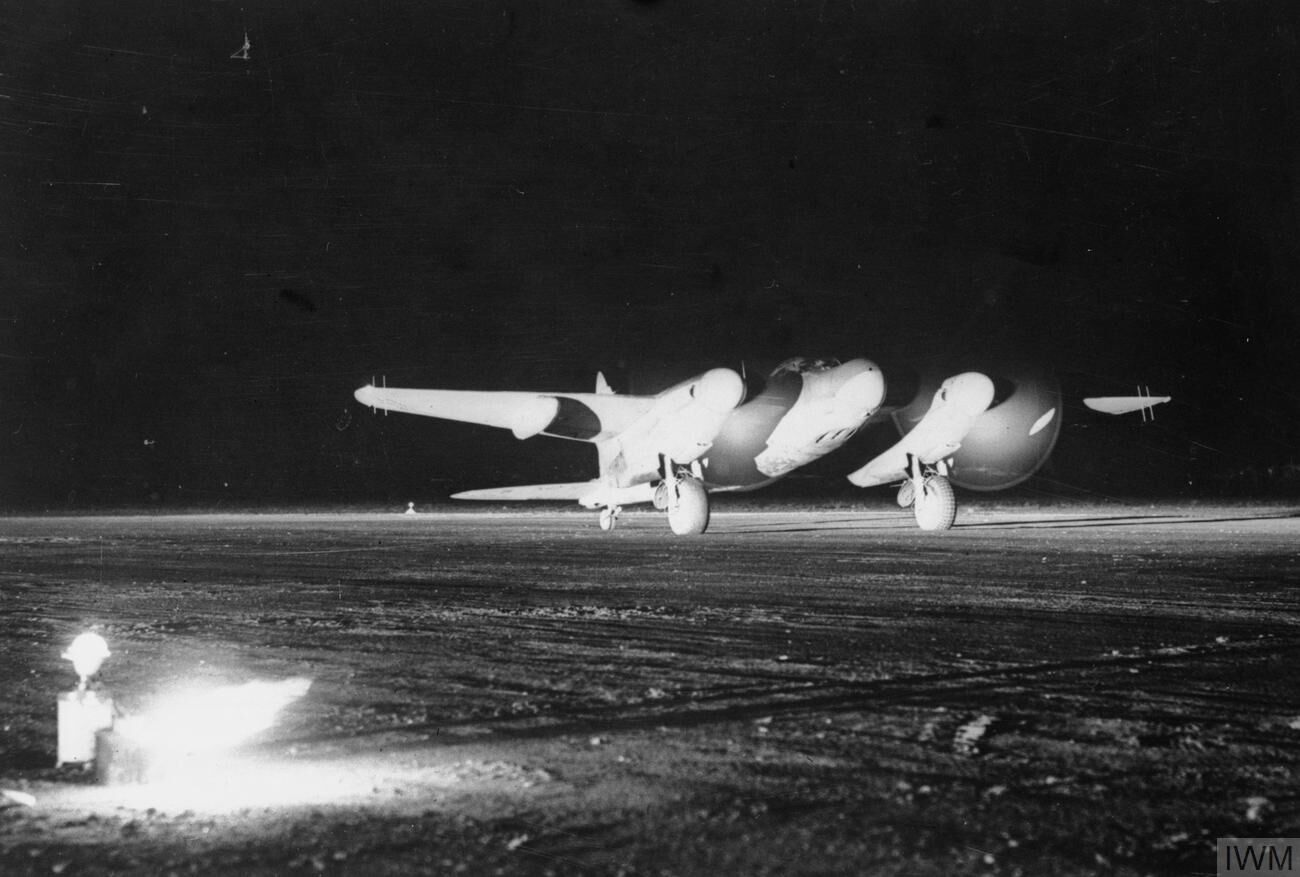
Un DH.98 NF Mk.XIII en Foggia, 1944.

En mayo de 1941, mientras la RAF realizaba pruebas con el Mosquito F Mk.II, se percibió el hecho de que el avión era difícil de detectar por sus propios radares, el curioso fenómeno fue inmediatamente estudiado por la Real Fuerza Aérea, comprobándose posteriormente que la razón de esto era el hecho de estar construido en su mayoría de madera, la cual tiende a absorber parte importante de las ondas que recibe.
Hasta ese momento, la forma más efectiva de evitar ser detectado por los radares era volar lo más bajo posible, literalmente rozando las copas de los árboles, pero volar tan bajo era arriesgado y por razones obvias solo se podía efectuar durante el día. 
Gracias a este fenómeno, se demostró que el avión podía ser indetectable a alturas de vuelo normales, si este lograba pasar lejos de los radares enemigos.
Ese mismo año, la RAF ordena el desarrollo de un caza-bombardero nocturno; se tomó un caza F Mk.II, que fue recubierto con una pintura anti-refractante para mejorar su invisibilidad (esta pintura sería eliminada de las versiones posteriores debido a algunos problemas, como la pérdida de velocidad debido a que creaba mucha resistencia), además fue equipado con un dispositivo llamado "Serrate" para permitir la detección de las emisiones de los radares FuG 220 Lichtenstein B/C, C-1 y SN-2, como también un dispositivo llamado "Perfectos" que rastreaban los sistemas IFF alemanes, estos dispositivos le permitían al Mosquito esquivar los puestos de radar, pasando tan lejos como era posible de ellos.
Todas estas mejoras hicieron el Mosquito NF Mk.II indetectable a los radares enemigos, por lo que es considerado por muchos el primer caza furtivo.
DH.98 NF Mk.I
Fue la primera variante del caza nocturno Mosquito, equipado con un radar A1, aunque nunca entró en producción.
DH.98 NF Mk.II
Fue la segunda variante del caza nocturno Mosquito, y la primera en entrar en producción; reemplazaba el radar A1 y por un radar de longitud de ondas métricas AI Mk IV. Fueron construidos un total de 466 aviones, entrando por primera vez en servicio en enero de 1942, con el Escuadrón N.º 157.
DH.98 NF Mk.II (Special)
El DH.98 II Special fue una variante del DH.98 NF Mk.II, que eliminaba algunos equipos de radar, sustituyéndolos por depósitos de combustible adicionales para ataques nocturnos de largas distancias. Fueron utilizados por primera vez en Europa en 1942 por el Escuadrón N.º 23 y luego enviados a la isla de Malta, para operar contra objetivos en Italia.
DH.98 NF Mk.X/XI/XIV
Versiones mejoradas del DH.98 NF Mk.II.
DH.98 NF XV
Designación que se le dio a cinco bombarderos DH.98 B Mk.IV, actualizados especialmente para realizar ataques nocturnos a gran altitud.
DH.98 NF XVII
Variante del DH.98, equipada con un radar británico AI X (SCR-720 en Estados Unidos) y propulsado por motores Merlin 21, 22 o 23.
DH.98 NF Mk.30
Variante del DH.98 de gran altitud, propulsado por 2 motores Roll-Royce Merlin 76 de 1710 hp, de la que se construirían 526 aviones.
DH.98 NF Mk.36
Variante del DH.98 NF Mk.30, equipada con un radar británico AI X y propulsado por 2 motores Roll-Royce Merlin 113/114 de 1690 hp. Esta versión fue desarrollada después de la Segunda Guerra Mundial y de la que se construirían 226 aviones.
Mosquito NF Mk.38
Variante del DH.98 NF Mk.30, equipada con un radar británico AI IX. Esta versión fue desarrollada después de la Segunda Guerra Mundial y de la que se construirían 50 aviones.

### Mosquito marítimo
Un número desconocido de Mosquito fue acondicionado con alas plegables, pero sólo sirvieron después de la guerra.

### Aviones de fabricación canadiense

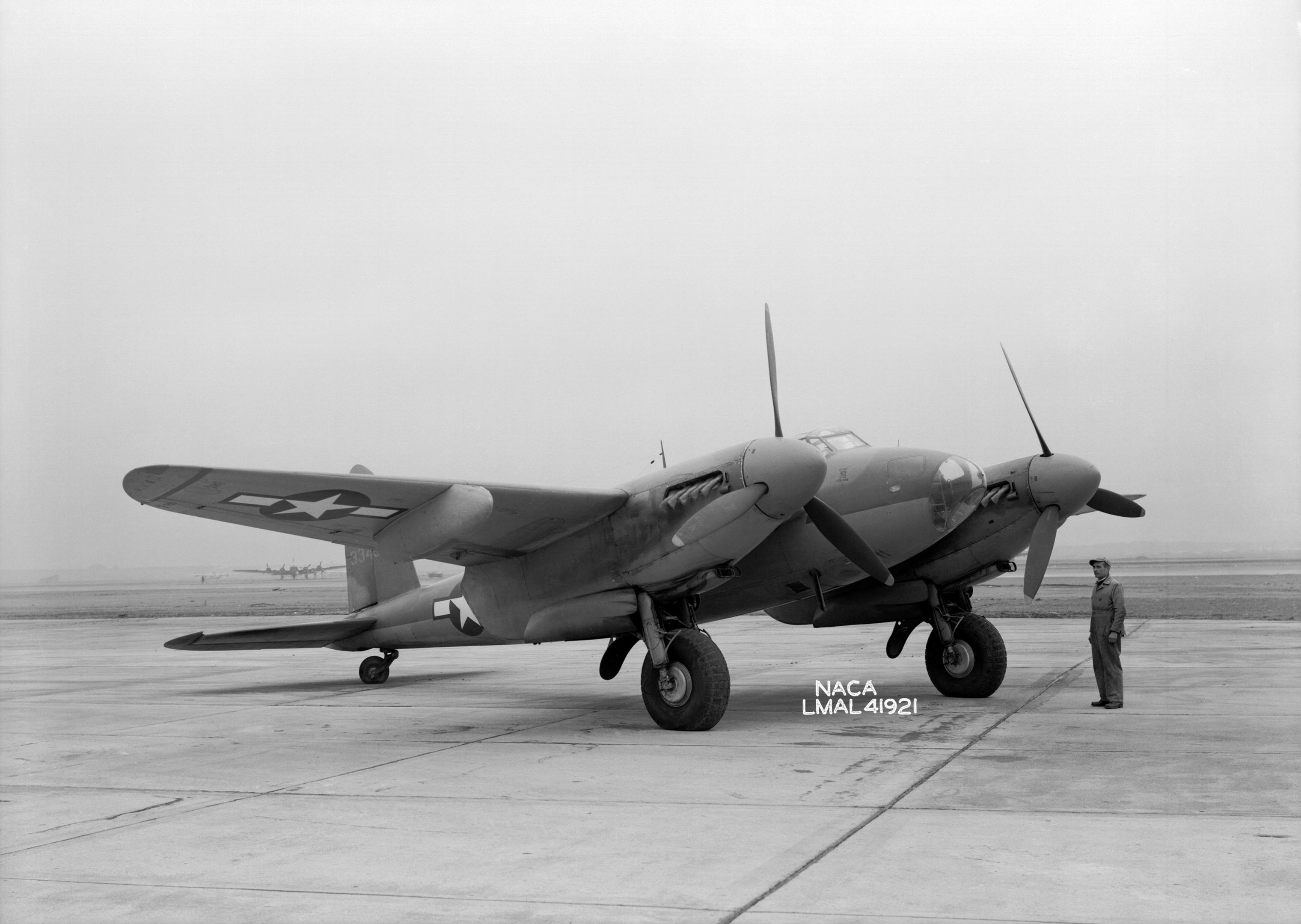
Versión B.IV (XX), luego F-8 de las USAAF.

En Canadá fueron fabricados (hasta 1945) un total de 1133 ejemplares por De Havilland Canada en el Aeródromo de Downsview en Downsview, Ontario (hoy en día Downsview Park en Toronto, Ontario).
Mosquito B Mk.VII
Versión canadiense basada en el avión bombardero Mosquito B Mk.V. Propulsado por dos motores Packard Merlin 31 de 1057 kW (1418 hp); 25 construidos.
Mosquito B Mk.XX
Versión canadiense del avión bombardero Mosquito B Mk.IV; 145 construidos, de los cuales 40 se convirtieron en aviones de reconocimiento fotográfico F-8 para las USAAF.
Mosquito FB Mk.21
Versión canadiense del cazabombardero Mosquito FB Mk.VI. Propulsado por dos motores Rolls-Royce Merlin 31 de 1090 kW (1460 hp), tres construidos.
Mosquito T Mk.22
Versión canadiense del avión de entrenamiento Mosquito T Mk.III.
Mosquito B Mk.23
Designación no utilizada para una variante de bombardero.
Mosquito FB Mk.24
Versión canadiense de cazabombardero. Propulsado por dos motores de pistón Rolls-Royce Merlin 301 de 1210 kW (1620 hp); dos construidos.
Mosquito B Mk.25
Versión mejorada del bombardero Mosquito B Mk.XX. Propulsado por dos motores de pistón Packard Merlin 225 de 1210 kW (1620 hp); 400 construidos.
Mosquito FB Mk.26
Versión mejorada del cazabombardero Mosquito FB Mk.21. Propulsado por dos motores de pistón Packard Merlin 225 de 1210 kW (1620 hp); 338 construidos.
Mosquito T Mk.27
Avión de entrenamiento de fabricación canadiense.
Mosquito T Mk.29
Varios cazas FB Mk.26 se convirtieron en entrenadores T Mk.29.

### Aviones de fabricación australiana
Mosquito FB Mk.40
Versión de cazabombardero biplaza para la RAAF. Propulsado por dos motores de pistón Rolls-Royce Merlin 31 de 1090 kW (1460 hp). Se fabricaron 178 unidades en Australia.
Mosquito PR Mk.40
Esta designación se dio a seis FB Mk.40, que fueron convertidos en aviones de reconocimiento fotográfico.
Mosquito FB Mk.41
Versión de cazabombardero biplaza para la RAAF. Se construyeron un total de 11 en Australia.
Mosquito PR Mk.41
Versión biplaza de fotografía y reconocimiento para la RAAF. Se construyeron 17 unidades en Australia.
Mosquito FB Mk.42
Versión de cazabombardero biplaza. Propulsado por dos motores de pistón Rolls-Royce Merlin 69. Un avión FB Mk.40 fue reconvertido en un Mosquito FB Mk.42.
Mosquito T Mk.43
Versión de entrenamiento biplaza para la RAAF. Se transformaron un total de 11 FB Mk.40 en Mosquito T Mk.43.

## Operadores
Australia
- Real Fuerza Aérea Australiana

 Bélgica
- Fuerza Aérea Belga

 Birmania
- Fuerza Aérea de Birmania

 Canadá
- Real Fuerza Aérea Canadiense

 Checoslovaquia
- Fuerza Aérea Checoslovaca

 Estados Unidos

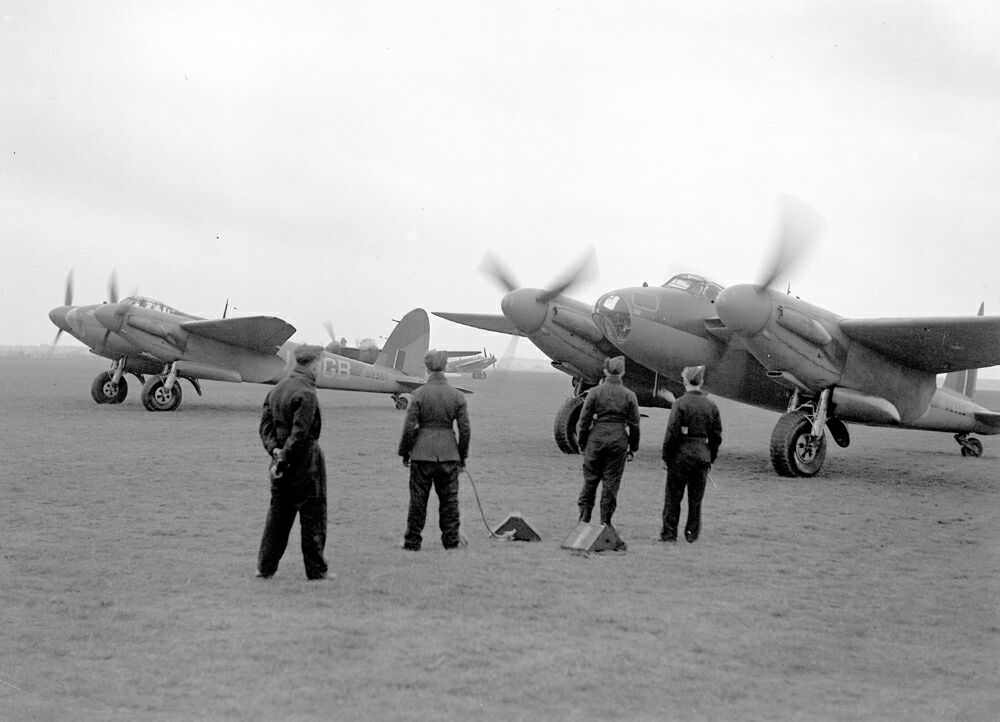
Bombarderos Mosquito en una base de la RAF en los años 40.

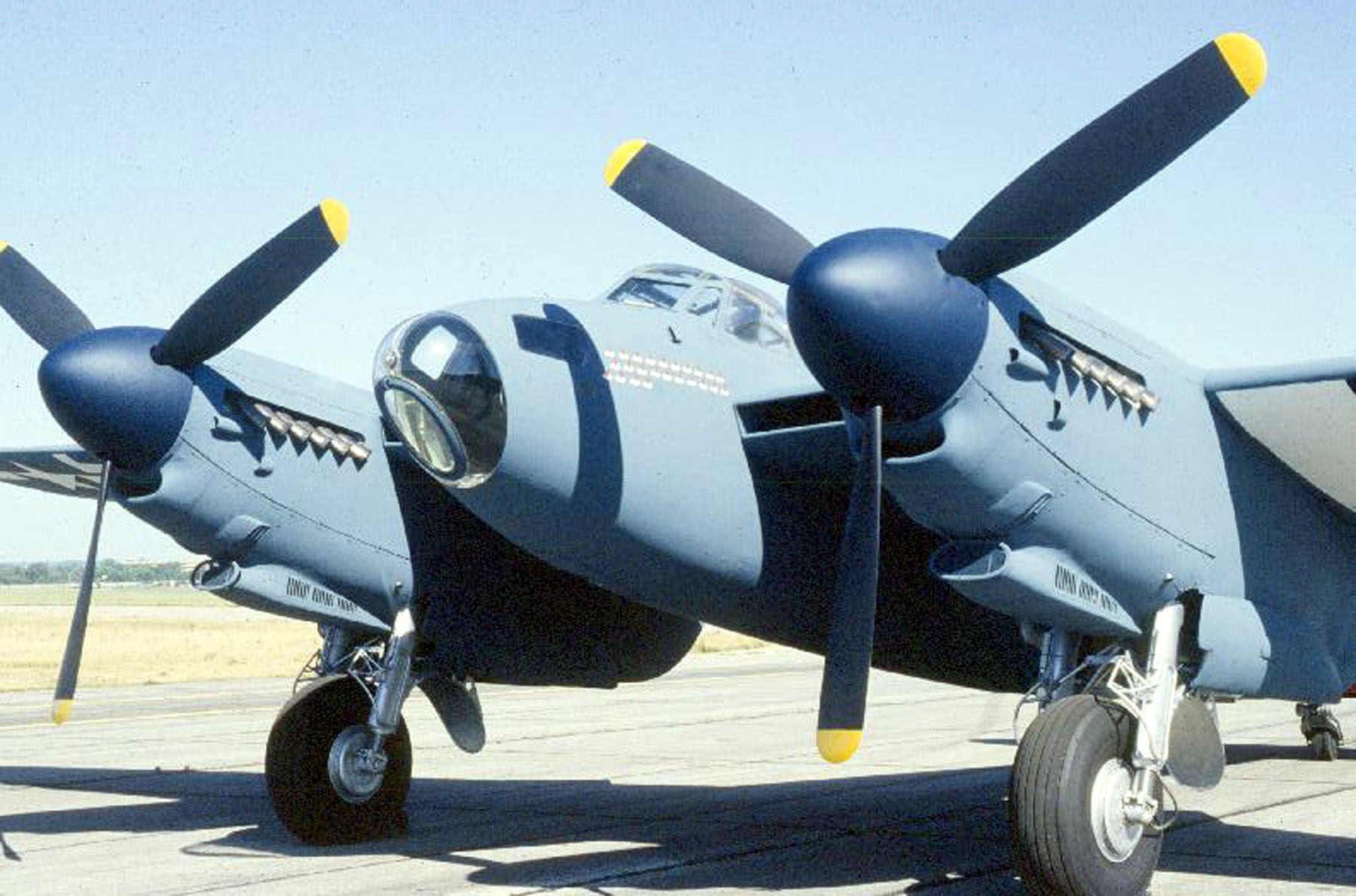
Mosquito estadounidense conservado en el Museo de la Fuerza Aérea de los Estados Unidos.

- Fuerza Aérea del Ejército de los Estados Unidos

 Francia
- Ejército del Aire Francés

 Haití
- Fuerza Aérea de Haití

 Israel
- Fuerza Aérea Israelí

 Nueva Zelanda
- Real Fuerza Aérea de Nueva Zelanda

 Noruega
- Real Fuerza Aérea Noruega
- Armada Noruega

 Polonia
- Fuerza Aérea de Polonia

 Reino Unido
- Fuerza Aérea Real Británica
- Marina Real Británica

 República de China
- Fuerza Aérea de la República de China

 República Dominicana
- Fuerza Aérea Dominicana

 China
- Fuerza Aérea del Ejército Popular de Liberación

 Sudáfrica
- Fuerza Aérea Sudafricana

 Suecia
- Fuerza Aérea Sueca

 Turquía
- Fuerza Aérea Turca

 Unión Soviética
- Fuerza Aérea Soviética

 Venezuela
- Fuerza Aérea Venezolana

 Yugoslavia
- Fuerza Aérea de la República Federal Socialista Yugoslava

## Comentarios de Göring sobre el Mosquito
Es famosa la irritación que provocó el Mosquito al Comandante en Jefe de la Luftwaffe, el Reichsmarschall Hermann Göring, cuando, el 20 de enero de 1943, por el 10.º aniversario de la toma del poder del partido Nazi, un ataque de Mosquito destrozó la principal emisora de Berlín, interrumpiendo la transmisión de su discurso. Göring se quejó de la alta velocidad de este avión y su estructura de madera, construido por una nación que parecía tener grandes cantidades de reservas de metal, mientras que los alemanes que tenían escasez de dichos materiales no podían producir un diseño semejante.

En 1940 yo podía volar por lo menos hasta Glasgow con la mayoría de mis aviones, ¡pero ahora no! Me enfurezco cuando veo el Mosquito. Me pongo verde y amarillo de envidia. Los británicos, que pueden permitirse un aluminio mejor que el nuestro, construyen deprisa un magnífico avión de madera que se está produciendo en cada fábrica de pianos de Inglaterra, y le dan una velocidad que ahora han vuelto a aumentar. ¿Qué vais a hacer al respecto? Los británicos lo tienen todo. Ellos tienen los genios y nosotros tenemos los bobos. Después de que la guerra haya terminado voy a comprar un aparato de radio británico, entonces por lo menos voy a tener algo que siempre ha funcionado.
Hermann Göring, 1943.

## Especificaciones

### DH.98 Mosquito F Mk.II (caza)
Referencia datos: Sharp y Bowyer, y wiiaircraftperformance.org.

### Características generales
- Tripulación: Dos (piloto y operador de radar/navegante)
- Longitud: 13,6 m (44,5 ft)
- Envergadura: 16,5 m (54,2 ft)
- Altura: 5,3 m (17,4 ft)
- Superficie alar: 42,2 m² (454 ft²)
- Peso vacío: 6058 kg (13 351,8 lb)
- Peso cargado: 8028 kg (17 693,7 lb)
- Peso máximo al despegue: 8549 kg (18 842 lb)
- Planta motriz: 2× motor lineal V12 refrigerado por líquido Rolls-Royce Merlin 21 o 23.
  - Potencia: 1104 kW (1522 HP; 1501 CV) cada uno.
- Hélices: 1× tripala por motor.

### Rendimiento
- Velocidad máxima operativa (Vno): 610 km/h (379 MPH; 329 kt) a 8500 m
- Alcance: 1500 km (810 nmi; 932 mi) con una carga de combustible de 1864 litros, volando a 6100 m
- Techo de vuelo: 8839 m (29 001 ft)
- Régimen de ascenso: 8,8 m/s (1740 ft/min)
- Carga alar: 195 kg/m² (39,9 lb/ft²)
- Potencia/peso: 311 W/kg

### Armamento
- Ametralladoras: 

  - 4x Browning M1919 calibre .303 British en el morro

- Cañones: 

  - 4x Hispano Mk II de 20 mm en la parte inferior del fuselaje

### Aviónica
- Radar AI Mk IV o Mk V (variantes de caza nocturno)

### DH.98 Mosquito B Mk.XVI (bombardero)
Referencia datos: Bridgman 1946, y World War II Warbirds

### Características generales
- Tripulación: Dos (piloto y navegante/bombardeador)
- Longitud: 13,6 m (44,5 ft)
- Envergadura: 16,5 m (54,2 ft)
- Altura: 5,3 m (17,4 ft)
- Superficie alar: 42,2 m² (454 ft²)
- Peso vacío: 6490 kg (14 304 lb)
- Peso cargado: 8210 kg (18 094,8 lb)
- Peso máximo al despegue: 11 000 kg (24 244 lb)
- Planta motriz: 2× motor lineal V12 refrigerado por líquido Rolls-Royce Merlin 76/77.
  - Potencia: 1280 kW (1765 HP; 1741 CV) cada uno.
- Hélices: 1× tripala por motor.

### Rendimiento
- Velocidad máxima operativa (Vno): 668 km/h (415 MPH; 361 kt) a 8500 m
- Alcance: 2400 km (1296 nmi; 1491 mi) a plena carga
- Techo de vuelo: 11 278 m (37 000 ft)
- Régimen de ascenso: 14,5 m/s (2850 ft/min)
- Carga alar: 195 kg/m² (39,9 lb/ft²)
- Potencia/peso: 311 W/kg

### Armamento
- Bombas: 1800 kg (4000 lb) en bodega interna

### Aviónica
- Radionavegación GEE

## Aeronaves relacionadas

### Desarrollos relacionados

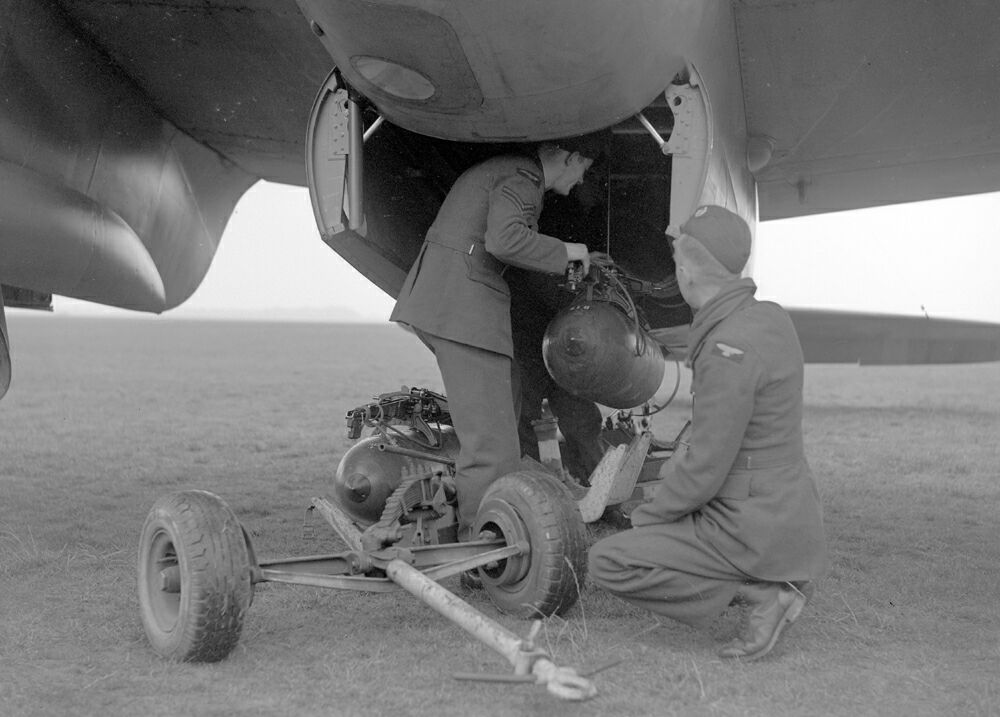
Dos operarios de la RAF cargado bombas en un Mosquito en los años 40.

- De Havilland Hornet/Sea Hornet

### Aeronaves similares
- FMA I.Ae. 24 Calquin
- Junkers Ju 88
- Messerschmitt Me 410
- Heinkel He 219
- Focke-Wulf Ta 154
- Northrop P-61 Black Widow
- Douglas A-26 Invader
- Bristol Beaufighter
- Petlyakov Pe-2

### Secuencias de designación
- Secuencia DH._ (interna de de Havilland): ← DH.95 - DH.96 - DH.97 - DH.98 - DH.99 - DH.100 - DH.101 - DH.102 - DH.103 - DH.104 - DH.105 →
- Secuencia F-_ (Aviones de Reconocimiento del USAAS/USAAC/USAAF/USAF (Prefijo F-), 1930-1948): ← F-5 - F-6 - F-7 - F-8 - F-9 - F-10 - F-11 →
- Secuencia J _ (Cazas de la Fuerza Aérea sueca, 1926-actualidad): ← J 27 - J 28 - J 29 - J 30 - J 31 - J 32 - J 33 →
- Secuencia A_ (Aeronaves de la RAAF (Serie Dos, 1935-1963)): ← A49 - A50 - A51 - A52 - A53 - A54 - A55 →
- Secuencia B-_ (Bombarderos de la Fuerza Aérea Checoslovaca, 1945-1958): B-31 - B-32 - B-33 - B-36 - B-37 - B-228
- Secuencia LB-_ (Bombarderos Ligeros de la Fuerza Aérea Checoslovaca, 1945-1958): LB-36 - LB-77 - LB-79
- Secuencia CB-_ (Entrenadores Bombarderos de la Fuerza Aérea Checoslovaca, 1945-1958): CB-31 - CB-32 - CB-33 - CB-36